# Putin's Kiss
Pour plus de détails, voir Fiche technique et Distribution.
Putin's Kiss (Putins kys) est un film documentaire américano-danois réalisé par Lise Birk Pedersen en 2012.
Il a été présenté au Festival de Sundance 2012, où il a remporté le Prix de la meilleure photographie internationale.

## Synopsis
Le film traite de l'expérience de l'activiste russe Masha Drokova dans l'organisation de jeunesse Nachi (Наши) soutenant Vladimir Poutine.

## Fiche technique
- Titre : Putin's Kiss
- Titre original : Putins kys
- Réalisation : Lise Birk Pedersen
- Production : Helle Faber
- Photographie : Lars Skree
- Montage : Janus Billeskov Jansen et Steen Johannesen
- Genre : film documentaire
- Langue : russe
- Durée : 80 minutes
- Pays d'origine :  Danemark
- Dates de sortie :
  -  Festival de Sundance 2012 : 19 janvier 2012

## Distribution
- Oleg Kashin
- Masha Drokova